# Partners in Crime

Agatha Christie, a autora de Partners in Crime

Partners in Crime (Sócios no Crime, no Brasil / O Homem que Era o nº 16 ou Unidos pelo Crime, em Portugal) é um livro de Agatha Christie composto por quinze contos divididos em 23 capítulos, publicado em 1929. Todos os contos apareceram primeiramente em revistas, entre 1923 and 1928, principalmente na The Sketch.
Os protagonistas dos contos são os detetives amadores Tommy e Tuppence Beresford.

## Sinopse
Tommy e Tuppence estão casados, e Albert se tornou empregado deles. Tommy tem trabalhado para o Serviço Secreto, mas executa apenas trabalho burocrático, enquanto Tuppence lida com a saudade dos tempos de aventura. O tédio chega ao fim com a visita do Sr. Carter, o chefe de Tommy, que os convoca para cuidar de um falso escritório de detetives, como iscas para ajudá-lo a solucionar um caso de espionagem. Assim, Tommy assume a identidade de Theodore Blunt, e Tuppence de sua secretária Srta. Robinson, enquanto esperam a chegada de um espião conhecido como "nº 16", comparsa do real Sr. Blunt, que foi preso por Carter.
Enquanto o nº 16 não aparece, Tommy, Tuppence e Albert, "Os Brilhantes Detetives de Blunt", fingem ser detetives reais e resolvem casos reais de assassinatos, desaparecimentos, roubos e falsificações. À medida que os casos surgem, Tommy decide aplicar seu conhecimento de literatura policial, adotando a persona e os métodos de detetives fictícios para solucioná-los, com a ajuda de Tuppence. O jovem casal correrá grandes perigos, mas sem perder o bom humor.

## Contos que compõem a obra
1. A Fairy in the Flat (Uma Fada no Apartamento)
2. A Pot of Tea (Um Bule de Chá)
3. The Affair of the Pink Pearl (O Caso da Pérola Rosa)
4. The Adventure of the Sinister Stranger (A Aventura do Desconhecido Sinistro)
5. Finessing the King (Fazendo uma Finesse de Rei) - história dividida em duas partes
6. The Gentleman Dressed in Newspaper (O Cavalheiro Vestido de Jornal) - história dividida em duas partes
7. The Case of the Missing Lady (O Caso da Dama Desaparecida)
8. Blindman's Buff (Cabra-cega)
9. The Man in the Mist (O Homem Coberto de Névoa)
10. The Crackler (O Estalador)
11. The Sunningdale Mystery (O Mistério de Sunningdale)
12. The House of Lurking Death (A Casa da Morte à Espreita)
13. The Unbreakable Alibi (O Álibi Perfeito)
14. The Clergyman's Daughter (A Filha do Clérigo) - história dividia em duas partes
15. The Red House (A Casa Vermelha) - história dividia em duas partes
16. The Ambassador's Boots (As Botas do Embaixador)
17. The Man Who Was No. 16 (O Homem que Era o Número 16)